# Хузайфа ибн аль-Ямани
Мечеть «Хузайфа ибн аль-Ямани» (тат. «Хөзәйфа ибн әл-Йамани» мәчете) — один из первых мусульманских религиозных центров Казани постсоветского времени, первая мечеть в жилом районе Горки. Названа в честь соратника пророка Мухаммеда Хузайфы ибн аль-Ямани (сокращённое название мечети — «Хузайфа»).

## Территориальное расположение
Мечеть «Хузайфа ибн аль-Ямани» находится в Приволжском районе Казани, в 10-м микрорайоне жилого района Горки, на улице Юлиуса Фучика, рядом с улицей Кул Гали.

## Архитектура
Мечеть построена в стиле функционализма по проекту архитектора В. Е. Белицкого и инженера А. Г. Хайрутдинова. Здание представляет собой двухэтажное кирпичное сооружение со сложнорасчленённым объёмом, увенчанное восьмигранным стрельчатым куполом, с четырёхъярусным минаретом в северной части. Основным элементом оштукатуренных фасадов являются удлинённые стрельчатые окна, часть из них спаренные. Южный фасад со стороны михраба фланкирован выступами стен.
Здание мечети имеет раздельные входы: для мужчин — с северной стороны, для женщин — с восточной. На втором этаже под куполом находится молельный зал для мужчин с четырьмя квадратными в сечении колоннами, несущими восьмигранный купольный барабан со стрельчатыми окнами. Молельный зал для женщин расположен на первом этаже. Там же находятся комнаты для омовений и другие помещения. Цокольный этаж предназначен для служебных помещений.
- Вид на восточный фасад мечети «Хузайфа ибн аль-Ямани» (март 2021)
- Минарет мечети «Хузайфа ибн аль-Ямани» (декабрь 2018)
- Вид на мечеть с западной стороны (январь 2021)
- Стая голубей у мечети «Хузайфа ибн аль-Ямани» (декабрь 2018)

## История
Мусульманский приход возник в 10-м микрорайоне Горок в 1988 году и изначально назывался «Сəлам нуры». Позже он был назван в честь средневекового поэта Кул Гали, но с появлением мечети (1997) стал называться «Хузайфа ибн аль-Ямани».

### Строительство мечети
Мечеть «Хузайфа ибн аль-Ямани» была построена в 1996—1997 годах строительной организацией «Казгражданпромстрой», директором которой в то время был И. А. Сахибуллин. Финансировали строительство спонсоры из Объединённых Арабских Эмиратов, по предложению которых мечеть и получила своё название.